# Старі Бабани
Старі Бабани — село в Україні, в Дмитрушківській сільській громаді Уманського району Черкаської області. Розташоване на обох берегах річки Ревуха (притока Ятрані) за 18 км на північний схід від міста Умань. Населення становить 1 481 особа (станом на 1 січня 2022 р.).

## Історія
Село Старі Бабани розкинулось на горбистій місцевості, біля невеликої річки Ревухи, стиснутої гранітними берегами. За переказами, назва села походить від стародавнього міста, яке існувало на цій території в ХІІ — ХІІІ століттях і було повністю зруйноване під час одного з нападів Золотої орди, приблизно в 1240 році, а серед мешканців залишились живими лише дві жінки похилого віку, які сховалися біля річки в землянці (Сказання про населені місцевості Київської губернії). За іншою версією, назва села походить від слова «бабан», яке в тюркських мовах означало "святий", "поважний", "батько", "духовний", і мало велику кількість церков та монастирів.[джерело?], про що свідчить велика кількість підземних ходів. На території села є трипільські поселення, де люди не одноразово знаходили фігурки глиняних жінок (баб), що теж може бути причетним до назви..
Означення «Старі» з'явилося значно пізніше можливо, тоді, коли виникло інше поселення з подібною назвою (це може бути село Бабанка) для розрізнення старого і нового поселень. Згадується, що у 1629 році в с. Старі Бабани було 224 двори. Давнє місто було дуже велике. В ньому, за переказами, знаходилося 9 монастирів. Це місто було зруйноване і спалене в ХІІІ — XIV століттях. При розкопах на території села знайдено залишки цегляних стін, монети і речі старовинного походження, які зараз знаходяться в Уманському краєзнавчому музеї. А на садибах Халатьяна Сергія і Танасійчука Михайла збереглися вали висотою до 11 метрів під якими проходить підземний хід. Починався він на початку села біля сільського цвинтаря, а закінчувався біля селище Гранітне. Довжина ходів невідома, але це свідчить про те, що у минулому тут була фортеця по обороні міста. Входи в тунелі у 1900—1905 роках засипані. В селі є урочище «Чернече», назва якого походить від слова «чернець». Це говорить про те, що в цьому місці був монастир. 
В часи Хмельниччини село було центром Бабанської сотні. 
Уривок з книги Лаврентія Похилевича «Сказання про населені місцевості Київської губернії»  1864 р. - "Бабаны, село при речке Бабанке, в 15-ти верстах к востоку от города Умани, с местностью гористою и скалистою, называется старыми Бабанами. Жителей обоего пола 1119. Село, тянущееся на две версты, разделяется на четыре части, именуемые: Вошивка, Лыса гора, Горобиевка и Чуприкиевка. В народе есть предание, что до нашествия Татар на этом месте был городок с несколькими церквами и что оставшийся древний вал близ церкви служил ему укреплением. Церковь Михайловская, деревянная, неизвестно в каком году построена; земли имеет 35 десятин. В жалованье причту назначено 114 рублей. К Бабанскому приходу причислена деревня Ксендзовка, в 1-й версте от Бабан отстоящая выше по речке Бабанке. Жителей в ней обоего пола 786. В деревне находится приписная Троицкая церковь деревянная, неизвестно когда построенная. До 1841 года она составляла особый приход."  
В селі існувала дерев'яна церква, збудована у 1709 році. Вона складалась з трьох бань і дзвіниці, на якій було 6 дзвонів; вага великого дзвона становила 49 пудів і 20 фунтів. Церква була під унією 40 років. Згоріла церква в 1932 році. На даний час на території села діє Старобабанівська православна церква св. Архистратига Михайла Московського патріархату, церква знаходиться в центрі села. 
Минав час, почалось заселення території, і кожна сім'я брала собі у користування певний наділ землі. Від прізвищ людей і географічного положення пішли назви різних частин села: Адаменка, Костюківка, Козини, Шатава, Горобіївка. Так утворилось невелике селище яке тепер називають Селиськом. Одна з частин носить назву Лисогора, говорять, що колись давно жив у селі чоловік з прізвиськом Лисий, а хатина його стояла на горі, тепер це — Лисогора. Але існує і друга легенда цієї назви. Ця гора є найвищою точкою села, і на ній не було нічого окрім одиноких дерев, тому й почали називати Лисогорою. За часів панства, частина землі села Старі Бабани належали пану Степану Молодчаному. Він був завзятим хазяїном, і в північній частині села селяни посадили лісок, який зараз носить назву Молодчане. А назва Староміський ліс вказує на існування колишнього міста. На території села також є трипільські та черняхівські поселення.
При в'їзді в село розташоване сільське кладовище, з краю якого стоїть пам'ятник жертвам Голодомору 1932—1933 років, який встановлений у 1993 році з граніту. Під час Голодомору, тільки за офіційними даними, від голоду загинуло 553 мешканці села.
В центрі села височить обеліск Слави, який встановлений у 1967 році. На меморіальній плиті викарбувано прізвище 252 односельчан, які загинули в роки Другої світової війни.
На території сільського будинку культури братська могила, яка була встановлена в 1945 році з надгробною плитою виготовлена з граніту. На сільському кладовищі у 1970 році встановлено індивідуальну могилу з граніту. На околиці села було побудовано стадіон районного значення.
Територія села розташована на давній тектонічній структурі — Українському щиту, тому село багате на магматичні корисні копалини. У селі переважає сірий граніт, але іноді трапляється і рожевий. Родовища утворені в палеозойській і мезозойській ерах. Товщина розвідного гранітного пласта сягає 202 метри. Загальні запаси граніту складають 32247 тисяч м³. Перші наукові дослідження місцевого гранітного родовища відносяться до 1851 р., а в 1890 р. почали розробку родовища і постачали Старобабанівський граніт на будівництво залізничної колії Вапнярка — Цвітково. 
У 1925 році в селі було створено кустарну артіль каменотесів. Великі обсяги граніту видобували в селі з відкриттям кар'єру «Клин» у 1932 році, після чого почали постачати граніт у вигляді парапетів та берегових карнизів для впорядкування берегів річки Нева в Санкт-Петербурзі та Москви-ріки в Москві. Бригада каменотесів села брала участь у будівництві Московського державного університету ім. М. В. Ломоносова. В наш час продукція кар'єру надходить до багатьох міст і сіл України. 
На території сільської ради розміщені та працюють: загальноосвітня школа, дитячий навчальний заклад, сільський будинок культури, лікарська амбулаторія, аптека, відділення зв'язку, відділення ощадбанку, АТС, приватні магазини, магазин РАйСТ, церква, Старобабанівська виправна колонія № 92 (найбільша в області), ПАТ «Старобабанський гранітний кар'єр».
Органом місцевого самоврядування є Старобабанівський старостинський округ. На даний час старостою є Мельниченко Валентина Сергіївна. 

## Охорона здоров'я
Медичну допомогу населенню села Старі Бабани надає Старобабанівська лікарська амбулаторія. Приміщення газифіковане, забезпечене проточною водою, швидкою медичною допомогою. Працює маніпуляційний та оглядовий кабінети, є палата денного стаціонару. Головний лікар — Танасійчук Михайло Іванович. У приміщенні лікарської амбулаторії розміщений аптечний пункт.

## Культура
В 1959 році розпочато будівництво, а в 1967 році здано в експлуатацію будинок культури. Це типове двоповерхове приміщення з актовим залом на 450 місць. В будинку культури проводяться різні культурні заходи, на високому рівні організовано дозвілля жителів села. Традиційними стали проведення свят: «Купала», «День молоді», «Зустріч поколінь». Директор сільського Будинку культури — Костенко Олександр Володимирович. В будинку культури діють 4 гуртки художньої самодіяльності: драматичний, вокальний, танцювальний, вокально-інструментальний. Приміщення закладу культури знаходиться на балансі сільської ради. 
Бібліотека с. Старі Бабани знаходиться в приміщенні сільського будинку культури. Завідувачка бібліотеки — Чорнописька Віра Миколаївна з 1976 року. Діяльність бібліотеки спрямована на роботу з різними категоріями користувачів, проводиться популяризація літератури з питань відродження української національної культури, підтримуються читацькі інтереси до історії України, народних звичаїв, формування правової культури, патріотизму, пропаганда здорового способу життя. Впроваджуються нові форми масової роботи. В бібліотеці оформлено постійно діючі книжкові стенди: по краєзнавству: «Черкащина — колиска козацтва», з правової тематики для дітей: «Правила і закони в твоєму житті», виставка присвячена життю і творчості Т. Г. Шевченку: «Ми свято шануємо Тараса, людської душі Кобзаря»; по екології: «Природа — багатство нашої країни». На сьогоднішній день фонд бібліотеки становить 10058 примірників книг. Фонд бібліотеки щорічно поповнюється новими надходженнями з Уманської РЦБС.

## Школа
Сучасне приміщення школи побудоване у 1993 році, розрахована вона на 504 учні. Для потреб учнів діє 19 навчальних кабінетів, велика спортивна зала, бібліотека, кабінет інформаційно-комунікаційних технологій із під'єднанням до мережі Інтернет, актова зала на 100 місць із необхідним звуковим та відео устаткуванням, комбінована майстерня, кімната школяра. У школі працює 2 музеї: «Каменярства і народних ремесел» та «Музей освіти села». Навчально-виховний процес здійснюють 22 педагогічних працівники, з них 4 мають педагогічне звання «Старший учитель», 11 — вищу кваліфікаційну категорію. Учні школи беруть активну участь у різноманітних конкурсах, змаганнях, оглядах районного, обласного, державного значення, є призерами і переможцями у багатьох номінаціях. Згідно з рейтингом навчальних закладів Уманського району у 2009 році школа зайняла І місце. Приміщення школи газифіковане, діє система гарячого і холодного водопостачання. Стабільний режим роботи школи забезпечує обслуговуючий колектив у складі 14 осіб. Директор школи Фіголь Ольга Владиславівна, заступники директора: з навчально-виховної роботи — Гуменюк Леся Василівна, з виховної роботи — Музика Олена Андріївна.

## Відомі люди
- Березівський Микола Андрійович (1994—2024) — старший солдат Збройних сил України; учасник російсько-української війни.
- Мокін Борис Іванович — ректор Вінницького національного технічного університету, академік Академії педагогічних наук України, доктор технічних наук, професор, Народний депутат України 1-го скликання.
- Грицаєнко Зінаїда Мартинівна — доктор сільськогосподарських наук, академік НАН України, заслужений діяч науки і техніки України, нагороджена орденом Ярослава Мудрого. Завідувач кафедри мікробіології Уманського національного університету садівництва.
- Нижник Тарас Андрійович — полковник, нагороджений Орденом Червоної Зірки, Герой Афганістану.
- Шуляк Володимир Федорович — дипломат Міністерства закордонних справ.
- Костенко Василь Андрійович — голова колгоспу ім. Кутузова.
- Пастушенко Дмитро Григорович — заступник головного конструктора космічної промисловості.
- Адаменко Петро Олексійович — один із заступників мера Москви Лужкова.
- Шуляк Олександр Миколайович — генерал.

## Галерея

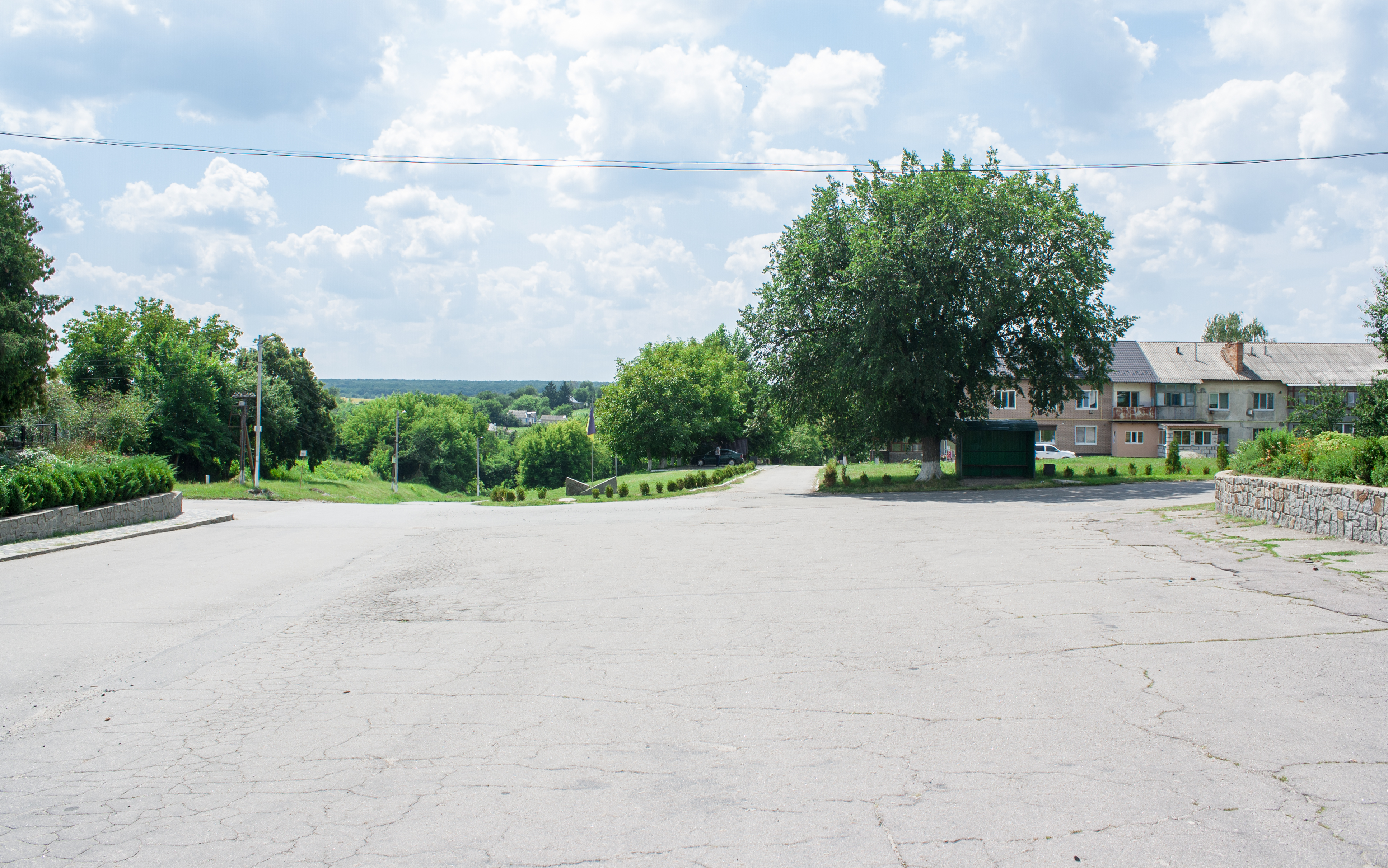
Центр села
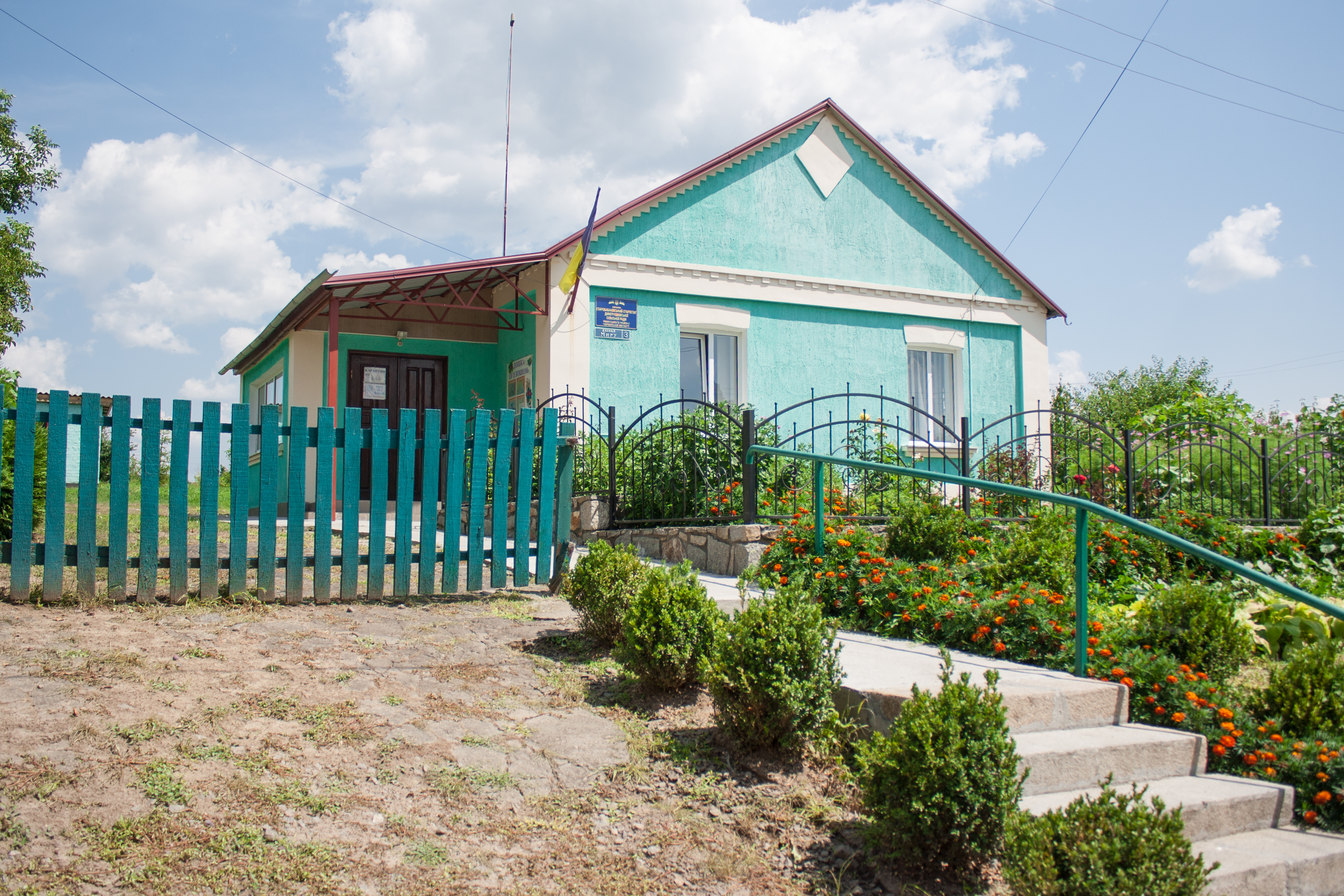
Сільська рада
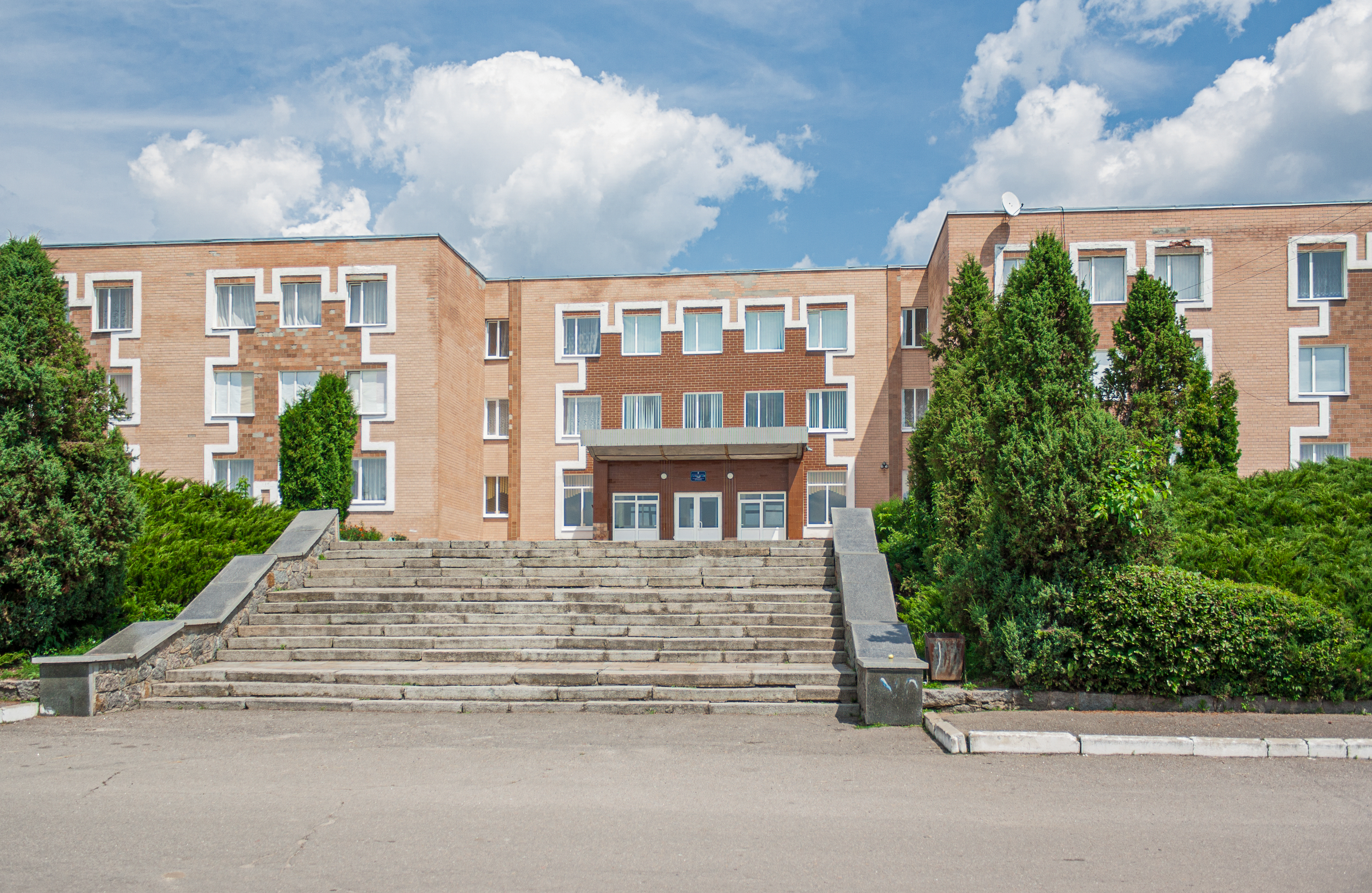
Школа
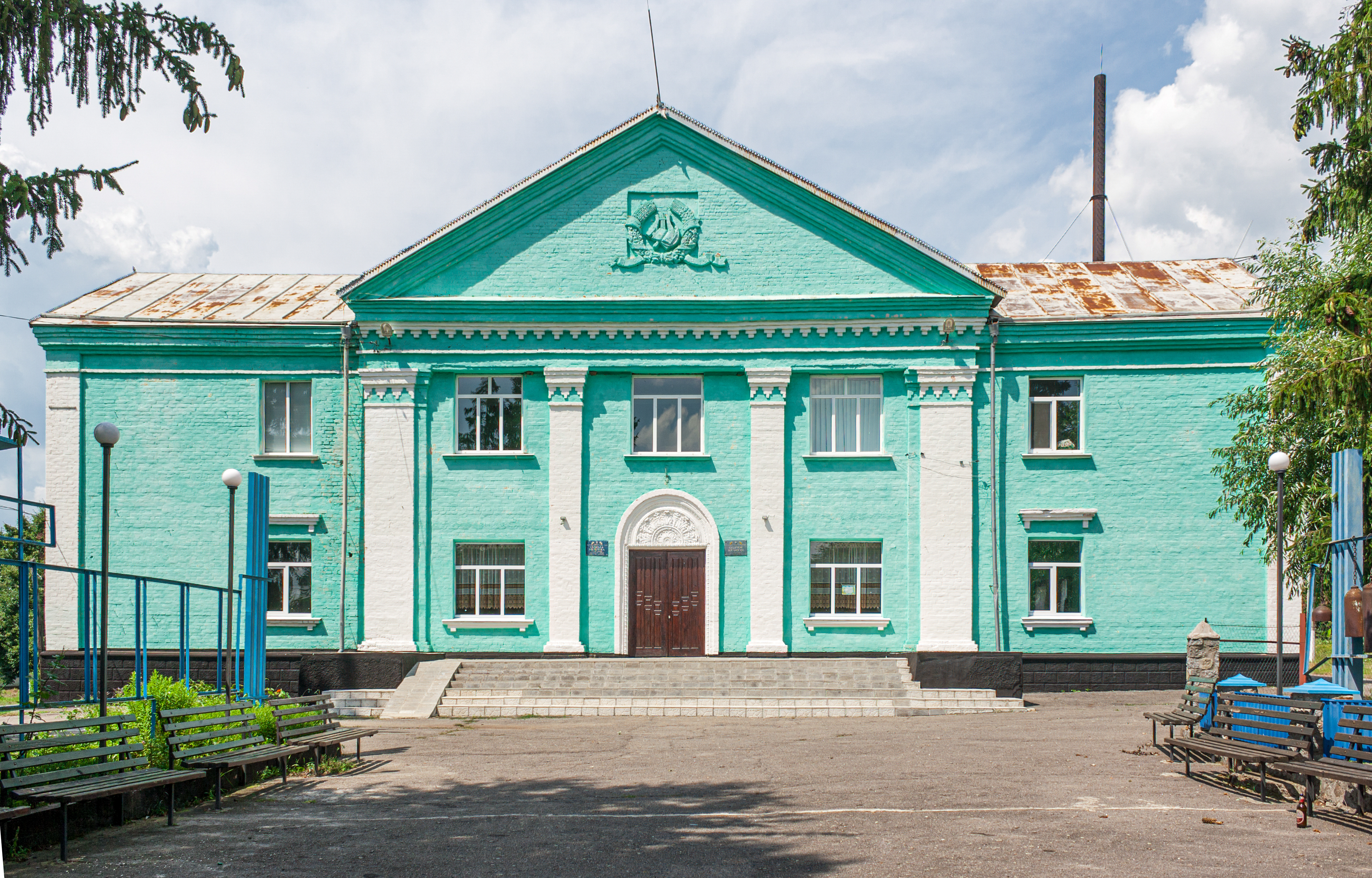
Будинок культури
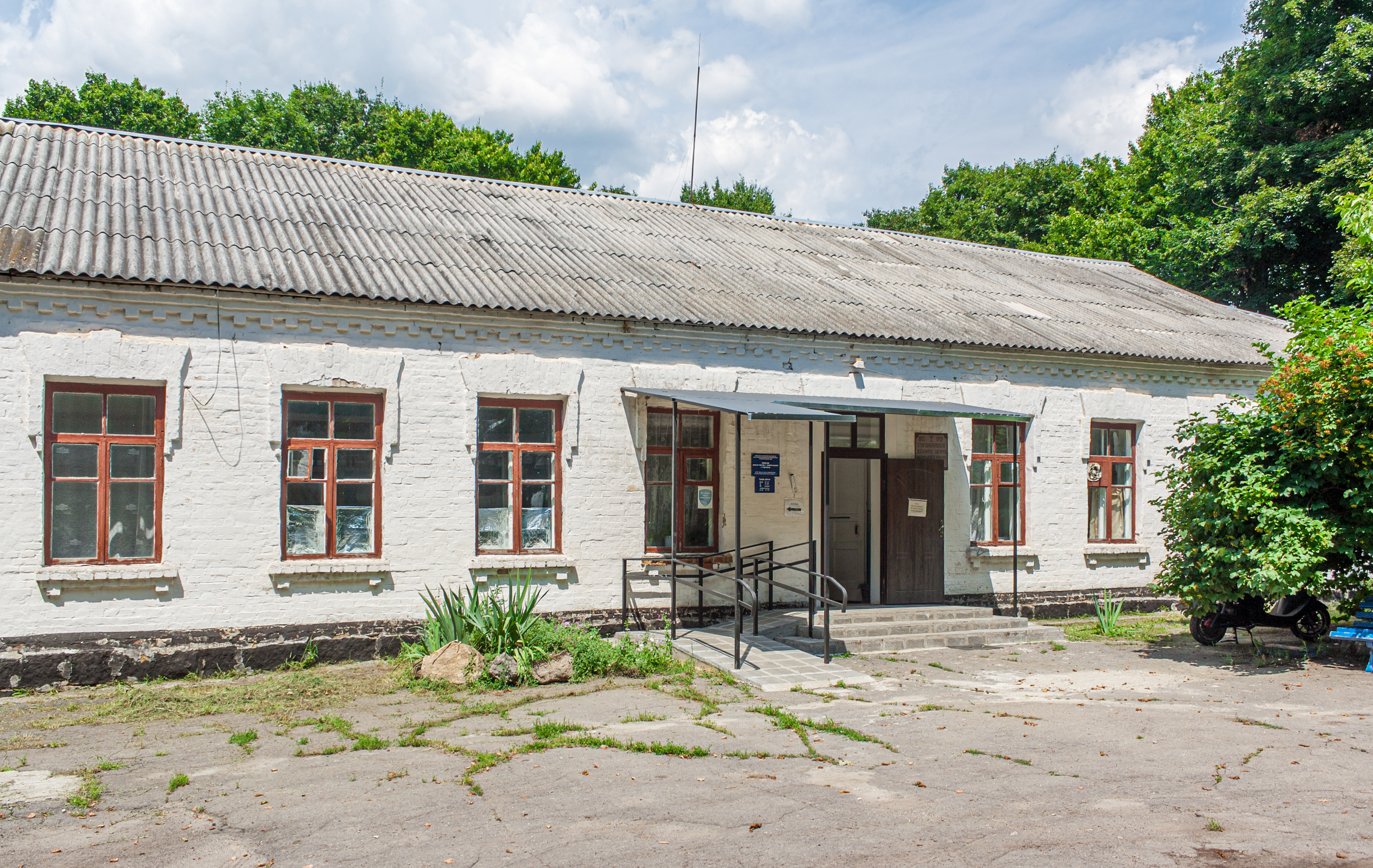
Амбулаторія
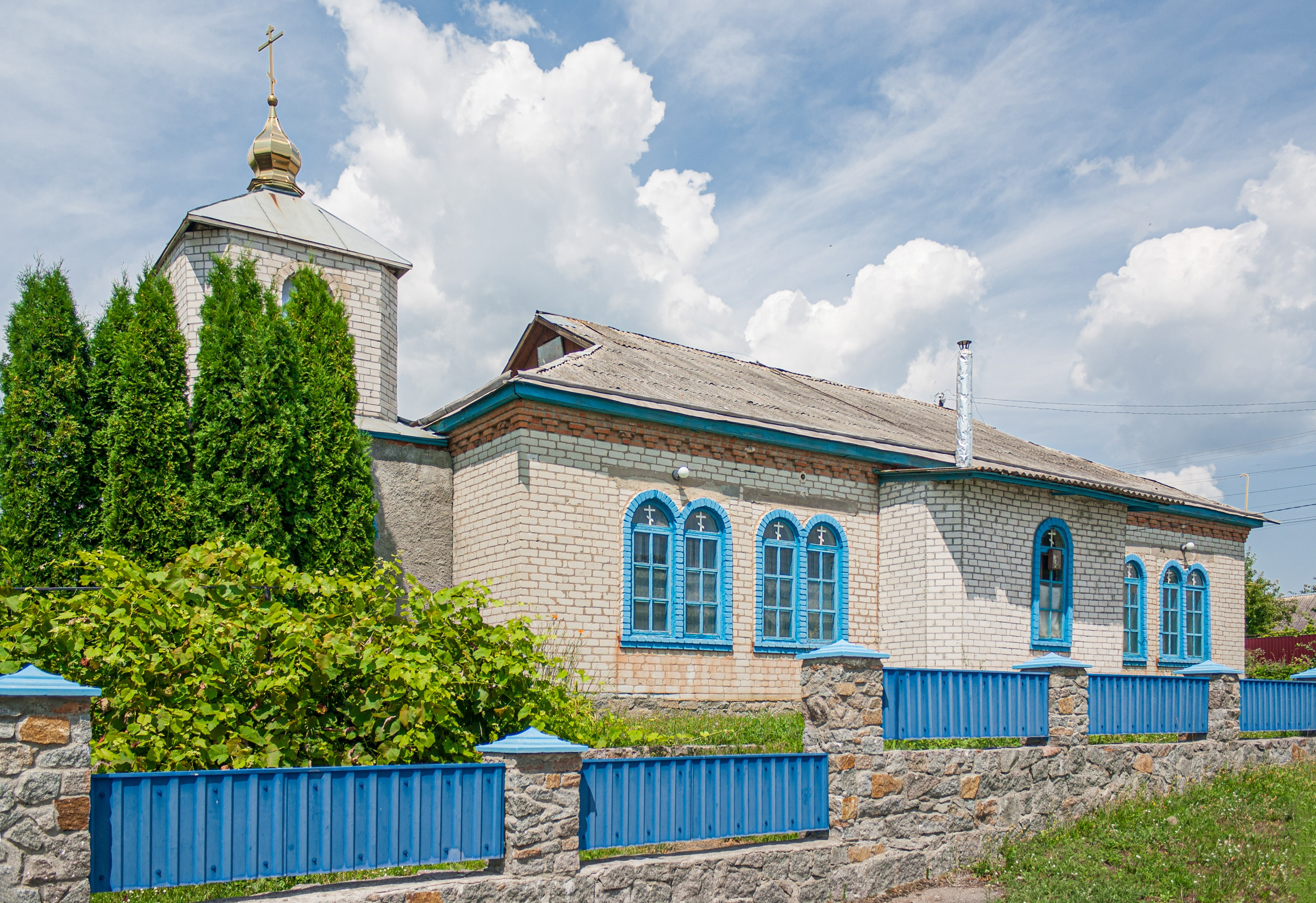
Церква
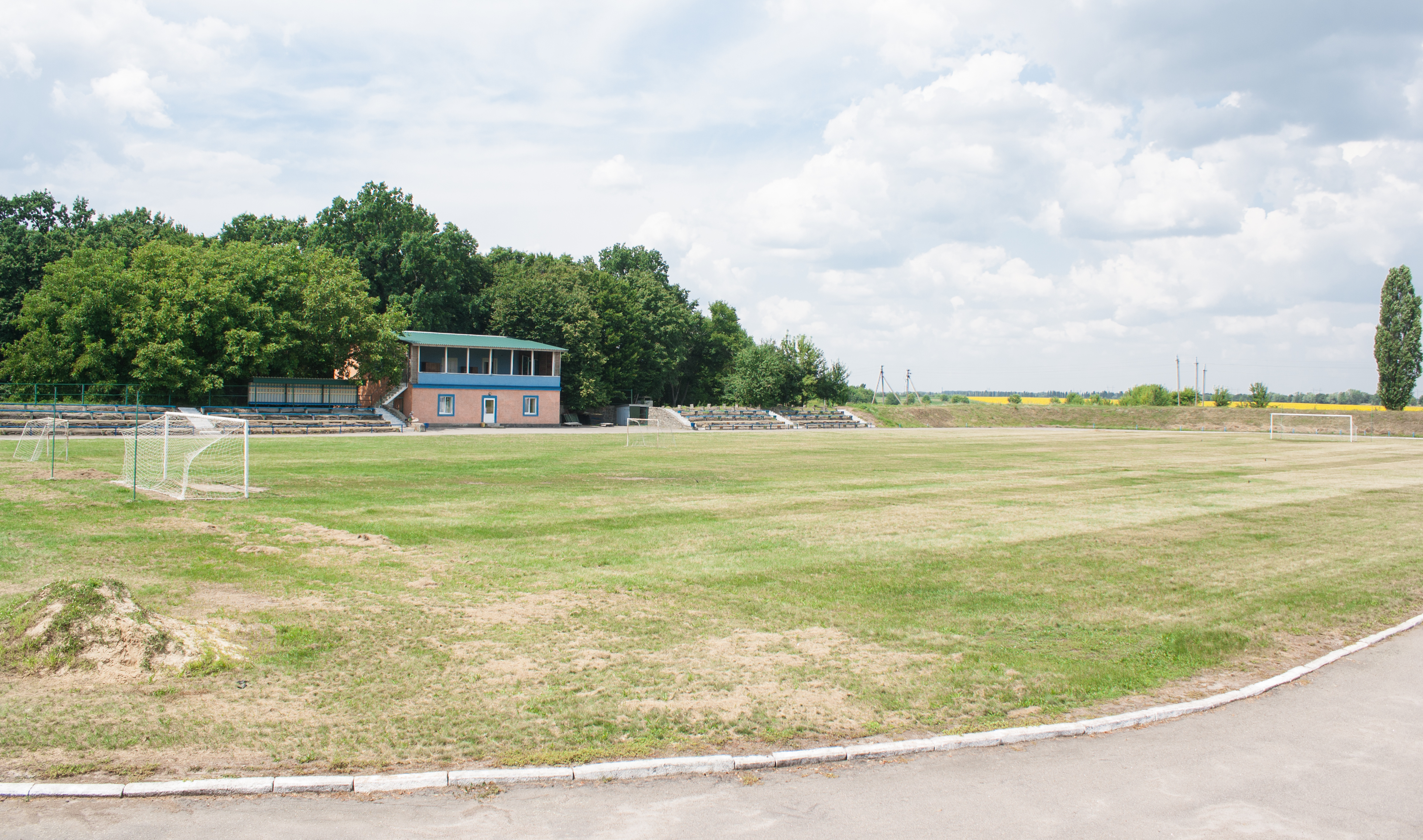
Стадіон
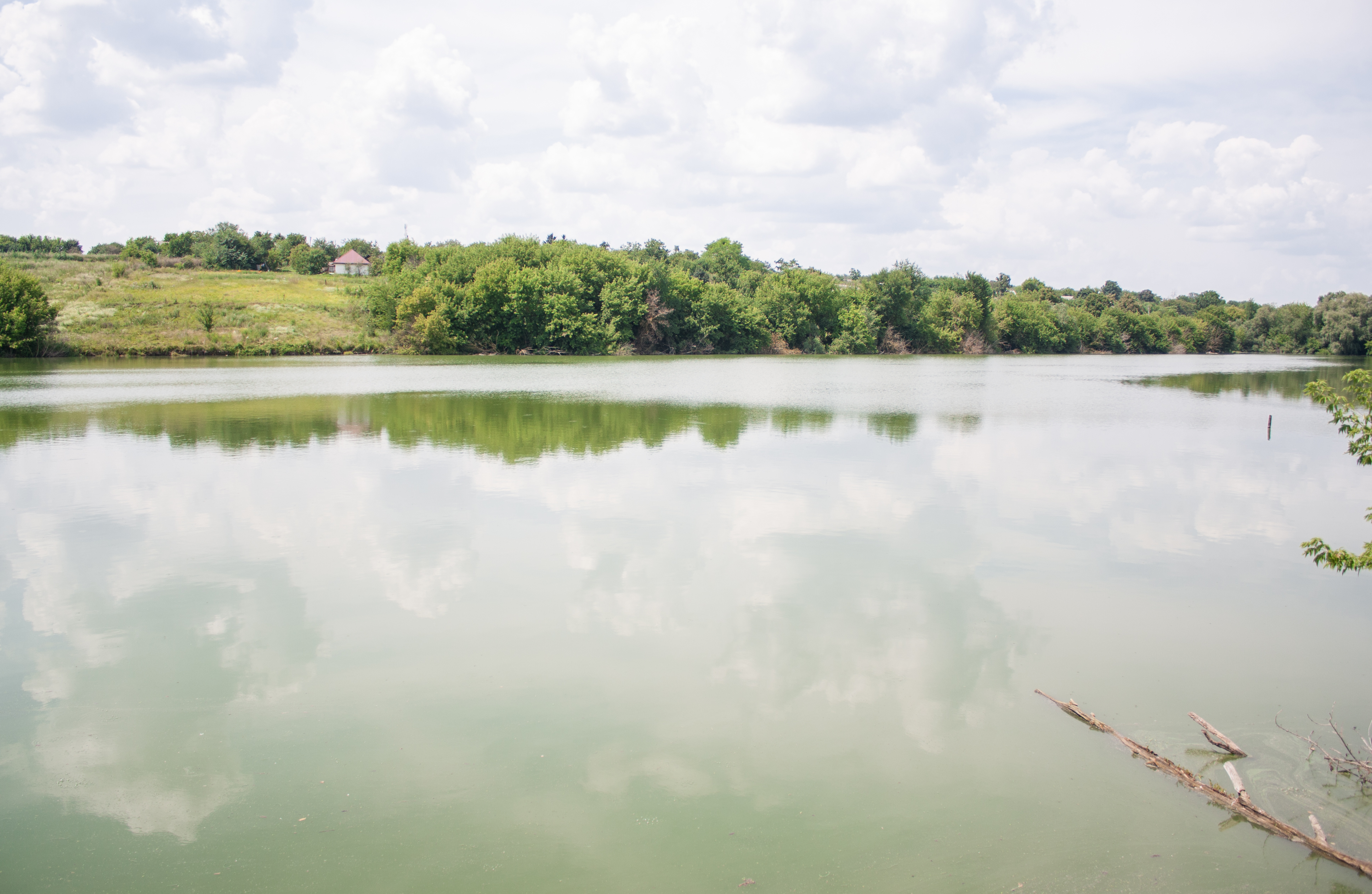
Ставок на річці Ревуха
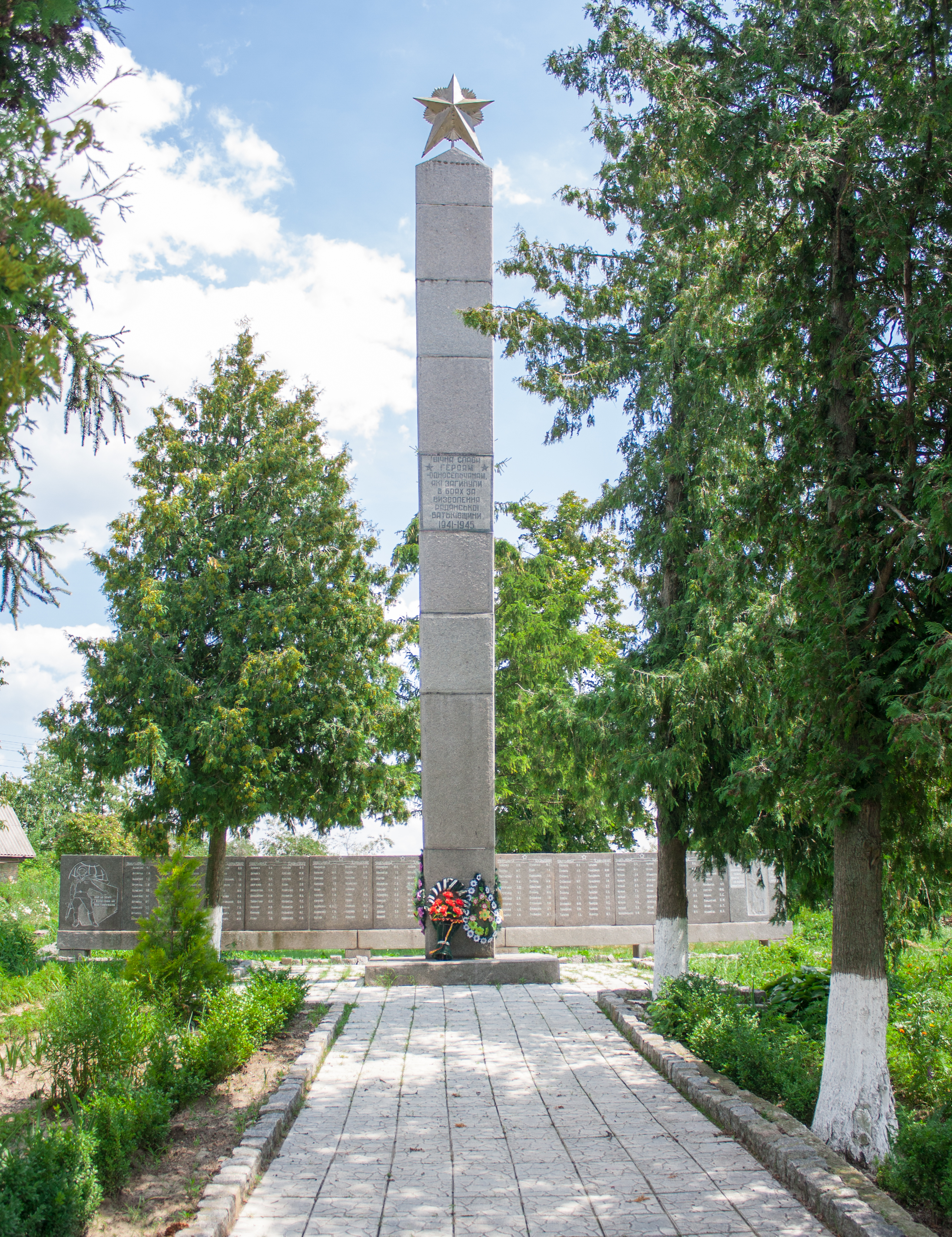
Пам'ятник воїнам-односельцям
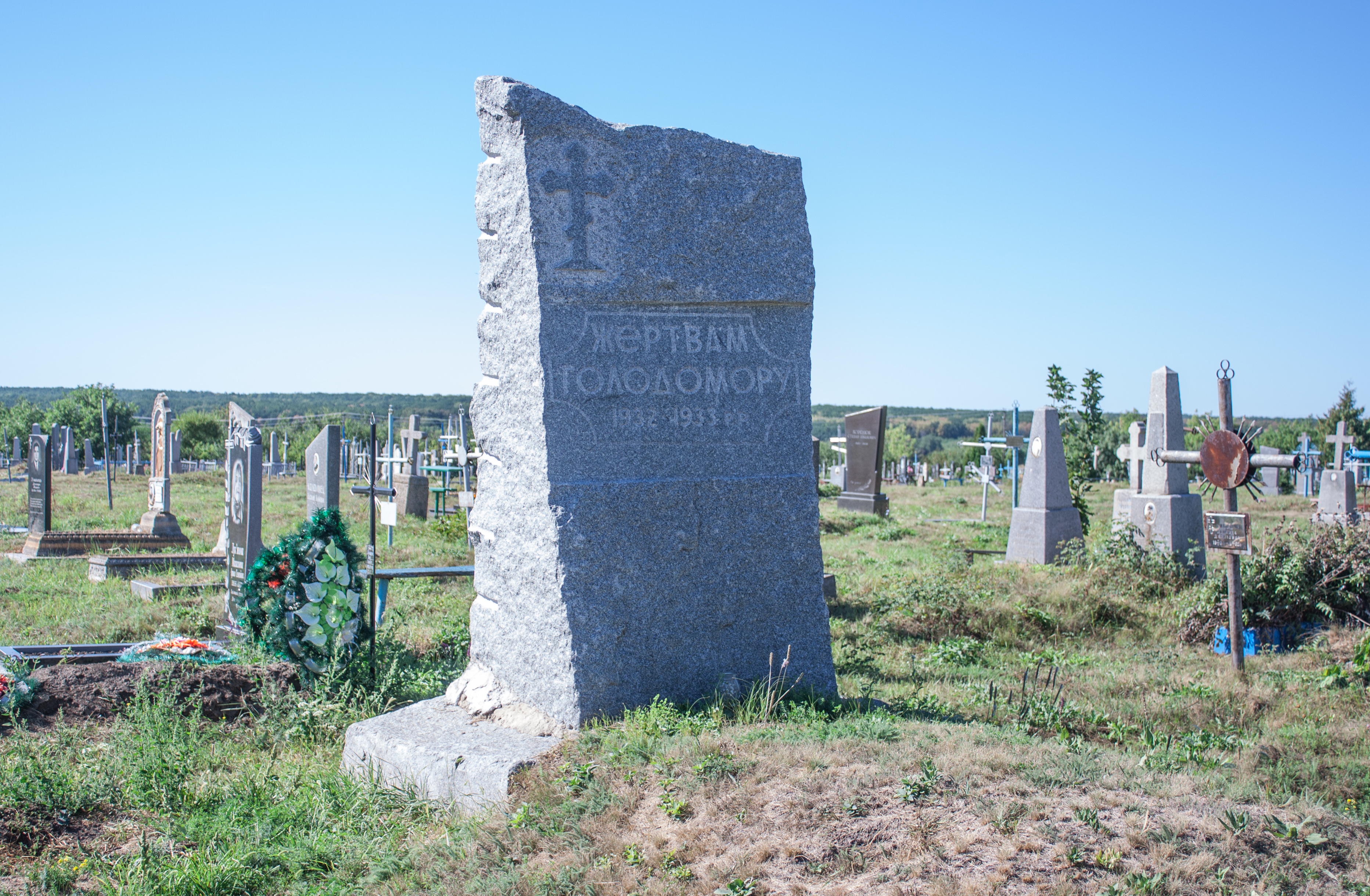
Пам’ятний знак жертвам Голодомору
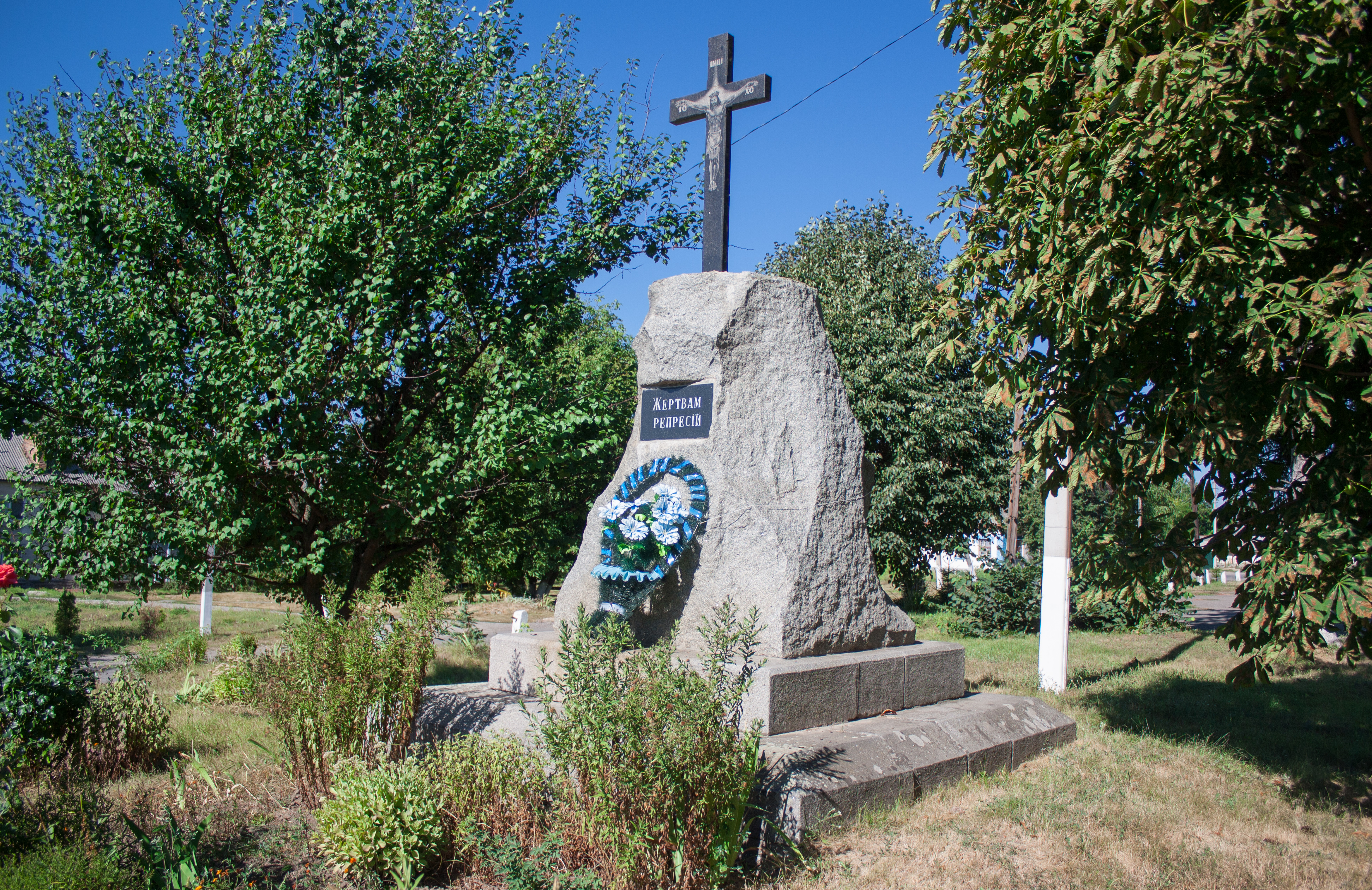
Пам’ятний знак жертвам репресій
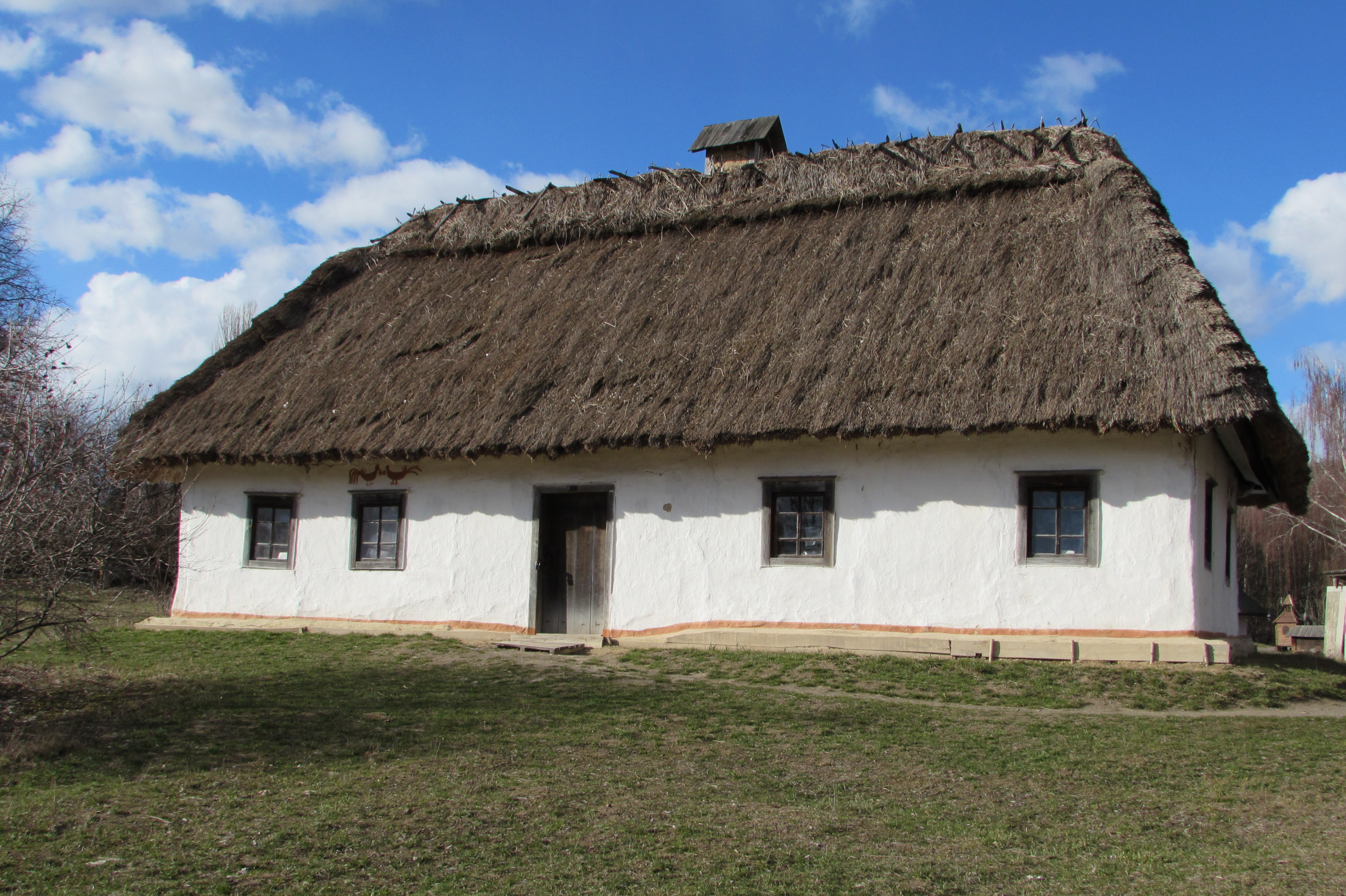
Хата із села Старі Бабани в музеї Пирогів